# Oncidium sect. Synsepala
Oncidium sect. Synsepala es una sección de orquídeas epifitas perteneciente al género Oncidium. Se caracterizan por tener los sépalos laterales más o menos unidos.

## Especies
1. Oncidium barbaceniae Lindl. 1855
2. Oncidium batemannianum Parm. ex Knowles & Westc 1840
3. Oncidium bicolor Lindl. 1843
4. Oncidium bifolium Sims 1812
5. Oncidium blanchetii Rchb. f. 1849
6. Oncidium caldense Rchb.f. 1850
7. Oncidium chapadense V.P.Castro & Campacci 1992
8. Oncidium flexuosum C.Loddiges 1820
9. Oncidium fuscans Rchb. f. 1878
10. Oncidium fuscopetalum (Hoehne) Garay 1974
11. Oncidium hydrophilum Barb.Rodr. 1877
12. Oncidium imitans Dressler 1997
13. Oncidium insigne (Rolfe) Christenson 2002
14. Oncidium isopterum Lindl.1837
15. Oncidium montanum Barb.Rodr. 1877
16. Oncidium paranapiacabense Hoehne 1938
17. Oncidium pontagrossense Campacci 1998
18. Oncidium varicosum Lindl. & Paxton 1837
19. Oncidium warszewiczii Rchb.f. 1852
20. Oncidium welteri Pabst 1956